# Distrikt Kaberamaido
Kaberamaido ist ein Distrikt (district) in Ost-Uganda mit 105.152 Einwohnern. Wie nahezu alle Distrikte von Uganda ist er nach seinem Hauptort benannt. Der Kaberamaido-Distrikt liegt nördlich des Kyogasees im Zentrum Ugandas.
Der Distrikt wurde 2001 erschaffen. 2019 wurde ein Teil des Distrikts Kaberamaido abgespalten und zum eigenständigen Distrikt Kalaki erhoben.

## Bevölkerung
Kaberamaido gehört zusammen mit den benachbarten Distrikten Katakwi, Soroti und Kumi zur Teso-Subregion, die hauptsächlich von den nilotischen Volksgruppen der Iteso und Kumam bewohnt wird. Kaberamaido ist das Hauptgebiet der Kumam.